# Luis Fernando Soto
Luis Fernando Soto Garduño (ur. 10 marca 1971 w Minatitlán) – były meksykański piłkarz występujący najczęściej na pozycji ofensywnego pomocnika, obecnie asystent trenera w Celayi.